# Johann von Ravenstein
Johann von Ravenstein   (Strzelin, 1 de gener de 1889 - Duisburg, 26 de març de 1962) va ser un general alemany a la Wehrmacht durant la Segona Guerra Mundial. Va comandar la 21a Divisió Panzer des de maig de 1941 fins que va ser fet presoner de guerra a finals de novembre de 1941. Va rebre la Creu de Cavaller de la Creu de Ferro.
Soldat professional a l'esclat de la Primera Guerra Mundial, Ravenstein va lluitar com a oficial d'infanteria al front occidental. Guardonat amb el Pour le Mérite el 1918, va participar en les disputes frontereres amb Polònia després de la guerra abans de deixar l'exèrcit. Després d'assistir a la universitat, va obtenir feina amb una companyia elèctrica i més tard amb l'administració de la ciutat de Duisburg. El 1934, es va unir a la branca Heer (Exèrcit) de la Wehrmacht. Va dirigir un regiment de fusellers a la invasió de Polònia i la batalla de França. El maig de 1941, va ser nomenat comandant de la 5a Divisió Lleugera, que en aquell moment operava al nord d'Àfrica. El seu comandament aviat va ser reanomenat com la 21a Divisió Panzer. Va ser capturat per soldats de la 2a Divisió de Nova Zelanda durant l'Operació Crusader del Vuitè Exèrcit Britànic.
El primer general alemany capturat per les forces aliades durant la Segona Guerra Mundial, Ravenstein va ser retingut en una sèrie de camps de presoners de guerra a Egipte, Sud-àfrica, Canadà i finalment a Gal·les. Repatriat a Alemanya el 1947, va trobar feina a la Corporació de Düsseldorf abans de tornar a Duisburg per treballar de nou per a l'administració de la ciutat. Va morir d'un atac de cor l'any 1962 als 73 anys.

## Joventut
Johann Theodor von Ravenstein va néixer a Strehlen, prop de Breslau, l'1 de gener de 1889 en una família de tradició militar. El seu pare era un oficial dels hussars de Silèsia i un avantpassat va ser ajudant del Generalfeldmarschall Blücher durant les guerres napoleòniques. Va tenir una educació dura; el seu pare va tenir una ferida important al cap mentre Johann era jove i això va afectar les seves interaccions amb els seus fills. Finalment, la seva mare va deixar el seu pare, després es va divorciar el 1893, i va criar Ravenstein i la seva germana pel seu compte.
Malgrat l'interès per convertir-se en pastor de l'Església luterana, Ravenstein va començar una educació militar el 1899 quan va ingressar a l'escola de cadets de Wahlstatt. Va entrar a l'Acadèmia de Cadets de Berlín el 1903. Durant la seva estada allà, va conèixer el Kaiser Guillem II mentre servia de tant en tant com a patge al Neues Palais (Palau Nou) de Potsdam. Després de graduar-se a l'Acadèmia de Cadets el 1909, va ser destinat al Regiment de Granaders del Rei, estacionat a Liegnitz, com a segon tinent. El mateix any va conèixer la seva futura esposa, Elisabeth von Oriola, que era d'una família aristocràtica de Silèsia d'ascendència portuguesa.

## Primera Guerra Mundial
Després de dos anys a Liegnitz, Ravenstein va ser traslladat al 155è Regiment d'Infanteria com a oficial ajudant de batalló. A l'esclat de la Primera Guerra Mundial, el seu regiment va marxar a Bèlgica i va lluitar a la batalla de Longwy el 22 d'agost de 1914. Posteriorment va veure acció a la batalla de Verdun. El 1915 va ser ascendit a oberleutnant i aviat va estar al comandament d'una companyia al seu regiment. A part dels períodes de permís, va servir contínuament al front occidental durant tota la guerra. Es va prometre amb Elisabeth el 1917 i s'hi va casar a principis de l'any següent mentre estava de permís.
Ravenstein va ser seleccionat per a un curs de formació en tasques d'estat major i, un cop finalitzat, es va incorporar a l'estat major de l'exèrcit imperial alemany. Aviat va buscar un retorn al front i es va incorporar al 155è Regiment d'Infanteria que aviat s'havia d'implicar en la tercera fase de l'ofensiva de primavera alemanya. A la Tercera Batalla de l'Aisne el maig de 1918, Ravenstein va rebre el comandament del 1r Batalló del seu regiment i el va conduir a través de la línia contraria. Poc després, amb només un petit equip d'homes, va capturar un pont sobre l'Aisne prop del camí de les Dames. Més tard a la batalla, va estar al capdavant d'una patrulla que va emboscar un batalló francès, derrotant-lo completament. Seguint amb el seu batalló cap al Marne, les seves tropes finalment van prendre 1.500 presoners i van capturar més de 30 canons de camp i metralladores. Pels seus èxits, Ravenstein va rebre la Pour le Mérite el 9 de juny.
Promogut a Hauptmann (capità), Ravenstein va ser destinat a la Guàrdia Imperial com a comandant de batalló. Estava servint a la seu del Kaiser quan va acabar la guerra. Adscrit al Freikorps des de 1919, es va dedicar a la defensa de les incursions poloneses al llarg de la frontera a l'est d'Alemanya. Quan es van resoldre les disputes frontereres, va decidir abandonar l'exèrcit en lloc de quedar-se al Reichsheer recentment format. Va ser llicenciat el 31 de març de 1920 després d'haver rebut una promoció honorífica al grau de major.

## Període d'entreguerres
Va entrar a la universitat a Essen, es va graduar el 1921 amb una llicenciatura en administració. Va aconseguir feina amb una gran companyia elèctrica i aviat va ser traslladat a Duisburg. Va conèixer l'alcalde de la ciutat, el doctor Karl Jarres, que l'any 1926 li va oferir un paper com a gestor del sistema de tramvies de Duisburg. Va tenir èxit en la seva tasca i Jarres aviat va traslladar Ravenstein a la seva oficina d'alcalde com a director de relacions públiques. En aquesta etapa de la seva carrera, havia adoptat la filla de la seva germana.
Ravenstein va perdre la feina quan Jarres va perdre l'alcaldia el 1933. Com a antinazi, li va costar trobar feina i el 1934 es va incorporar a l'exèrcit com a major adjunt al 2n Batalló del 60è Regiment d'Infanteria. L'1 d'octubre de 1936 va ser ascendit a oberstleutnant (tinent coronel) i poc després va rebre el comandament del 4t Regiment de Fusellers, 1a Divisió Lleugera, amb base a Iserlohn. Va dirigir el regiment quan va participar en l'ocupació dels Sudets, després d'haver estat ascendit a oberst (coronel) l'agost de 1938. L'any següent el regiment va formar part de la força d'ocupació que va marxar a Txecoslovàquia.

## Segona Guerra Mundial
La 1a Divisió Lleugera va participar en la campanya de Polònia com a part del 10è Exèrcit. Després del final dels combats a Polònia, l'estructura de la divisió es va considerar inadequada i es va reorganitzar com a 6a Divisió Panzer. Ravenstein va romandre al comandament del seu regiment i el va dirigir durant la batalla de França. En un moment donat, després d'haver creuat els rius Mosa i Oise i acompanyat de diversos panzers, el seu regiment va capturar el quarter general del 9è Exèrcit francès encara que el seu comandant, el general Henri Giraud, es trobava fora al front en aquell moment. Com a resultat dels esforços del seu regiment, Ravenstein va rebre la Creu de Cavaller de la Creu de Ferro.
Amb la campanya a França finalitzada, Ravenstein va ser nomenat comandant de la 16a Brigada de Fusellers, 16a Divisió Panzer, i va ser enviat als Balcans. Durant el seu temps allà va formar part breument de la Missió Militar alemanya a Romania i més tard, després de la batalla de Grècia, va ser oficial d'enllaç a la cort del rei Borís III de Bulgària. El 20 de maig de 1941, va ser ascendit a Generalmajor (General de Brigada) i nomenat comandant de la 5a Divisió Lleugera, que servia a Líbia com a part de l'Afrika Korps del general Erwin Rommel.

### Nord d'Àfrica
Ravenstein va arribar al nord d'Àfrica uns dies més tard per prendre el comandament de la 5a Divisió Lleugera Afrika i gairebé immediatament va entrar en acció quan els britànics van iniciar l'Operació Battleaxe. En Rommel va ordenar atacar el flanc de l'avanç britànic i la seva divisió operar bé, infligint greus danys a la 7a Brigada Blindada i amenaçant amb l'encerclament de la 7a Divisió Blindada i la 4a Divisió d'Infanteria índia.
Després de la batalla, la divisió de Ravenstein va ser redesignada com la 21a Divisió Panzer encara que no va rebre cap unitat addicional al seu ordre de batalla. Durant els mesos següents, l'Afrika Korps va preparar els seus subministraments en preparació per a les operacions ofensives contra Tobruk i durant aquest període Ravenstein va marxar d'excedència a Roma.

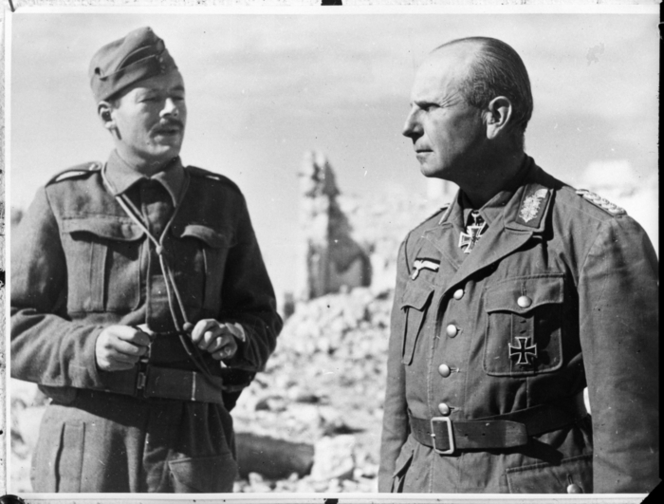
von Ravenstein, a la dreta, després de la seva captura pels soldats del 21è Batalló de Nova Zelanda, amb el Capità Nash (oficial d'estat major britànic) a Tobruk, Líbia

Al vespre del 18 de novembre de 1941, el Vuitè Exèrcit britànic va iniciar l'Operació Crusader, destinada a alleujar el setge de Tobruk. La divisió de Ravenstein, situada a l'oest de Bardia, aviat es va llençar al contraatac durant es qual el seu vehicle de comandament va ser impactat per trets. El 26 de novembre el seu comandament es va reduir a 22 tancs. Mentre viatjava en un cotxe de comandament el 28 de novembre de 1941 per visitar la seu de la veïna 15a Divisió Panzer amb un ajudant i un conductor, Ravenstein va ser emboscat per soldats del 21è Batalló, 2a Divisió de Nova Zelanda, prop del punt 175. Un dels seus companys va resultar ferit quan els neozelandesos van obrir foc i el trio es va rendir. Portats al quarter general del batalló, es va descobrir que un dels captius era un general. Ravenstein va ser portat ràpidament a Tobruk i els mapes que portava van ser útils per preparar-se contra els propers atacs de la 21a Divisió Panzer. Va ser el primer general alemany a ser fet presoner de guerra per les forces aliades durant la guerra.

### Presoner de guerra
Ravenstein va ser transportat en vaixell des de Tobruk, però va ser enfonsat per un avió torpediner italià i va ser rescatat per una corbeta britànica després de passar dues hores al mar. Portat a Alexandria, va ser retingut en una sèrie de camps de presoners de guerra, primer a Egipte, després a Sud-àfrica i més tard a Ontario, on va passar la major part de la guerra. Mentre era presoner de guerra, va ser ascendit a generalleutnant l'1 d'octubre de 1943. Després de la guerra, va ser traslladat a un camp de prisioners de guerra a Bridgend, Gal·les, que estava destinat per als oficials superiors. Aviat va desenvolupar problemes cardíacs i va ser repatriat mèdicament a Alemanya el novembre de 1947.

## Postguerra
En tornar a Alemanya va a instal·lar-se a Iserlohn amb la seva dona Elisabeth, Ravenstein va aconseguir una feina a la Corporació de Düsseldorf. El 1951, ell i la seva dona es van traslladar a Duisburg, on va tornar a treballar per l'administració de la ciutat. Finalment es va retirar el 1954. Poc després va declinar una oferta del rei Farouk d'Egipte per comandar l'exèrcit del seu país. Cristià actiu al llarg de la seva vida, va estar implicat en l'Església luterana a més d'altres organitzacions cíviques i caritatives. Mentre assistia a l'església de Duisburg, va morir el 26 de març de 1962 d'un atac de cor.